# Liste der Monuments historiques in Biot (Alpes-Maritimes)
Die Liste der Monuments historiques in Biot (Alpes-Maritimes) führt die Monuments historiques in der französischen Gemeinde Biot auf.

## Liste der Bauwerke
| Bezeichnung                | Beschreibung                  | Standort | Kennzeichnung | Schutzstatus | Datum | Bild           |
| -------------------------- | ----------------------------- | -------- | ------------- | ------------ | ----- | -------------- |
| Tour de la Chèvre d’Or     |                               | (Lage)   | PA00080669    | Classé       | 1943  | weitere Bilder |
| Kirche Ste-Marie-Madeleine | Erbaut ab dem 15. Jahrhundert | (Lage)   | PA00080668    | Classé       | 1984  | weitere Bilder |
| Kapelle Saint-Roch         | Erbaut im 15. Jahrhundert     | (Lage)   | PA00080667    | Inscrit      | 1949  | weitere Bilder |

## Liste der Objekte

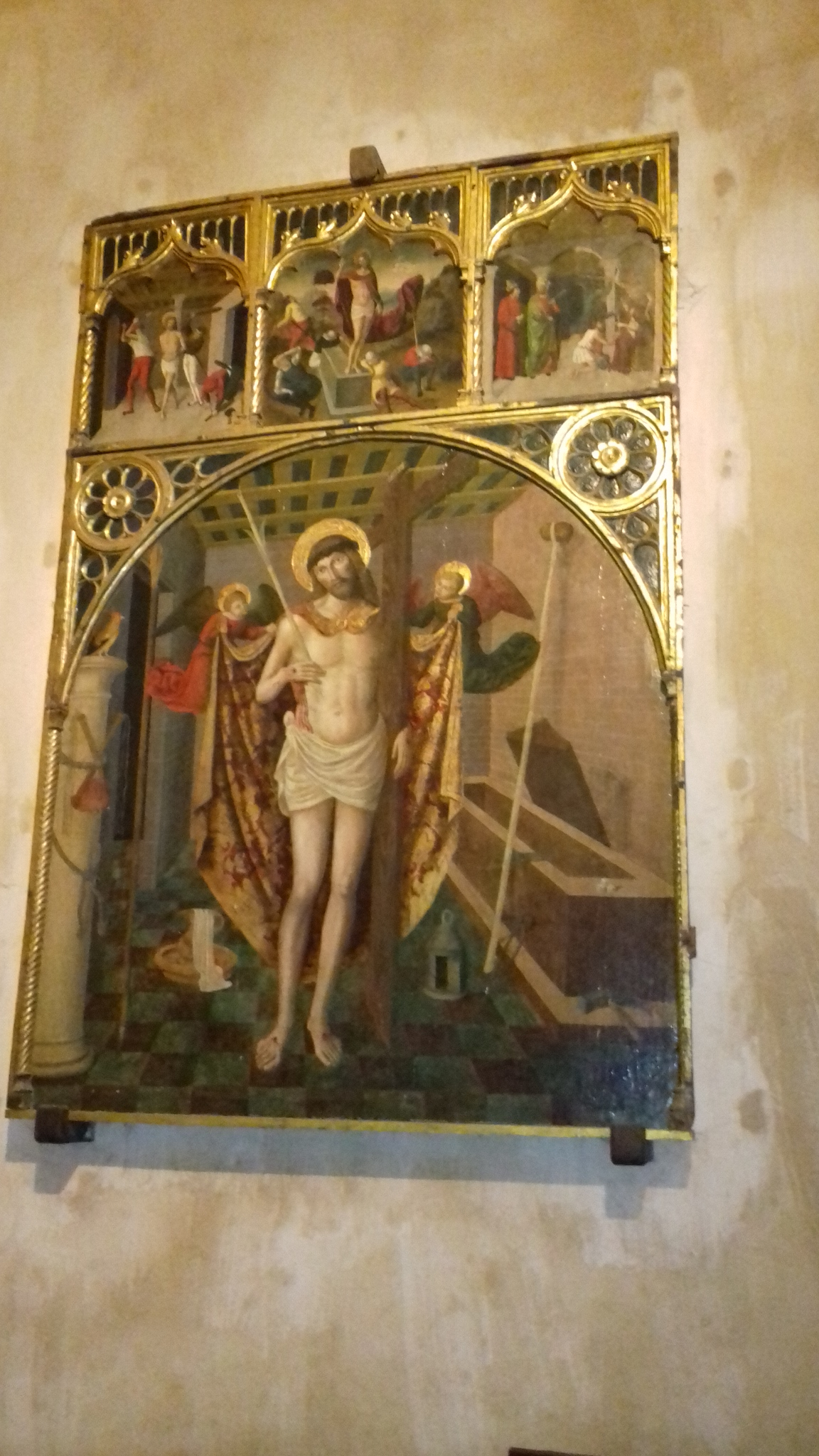
Gemälde Ecce homo (16. Jahrhundert) in der Kirche Ste-Marie-Madeleine

- Monuments historiques (Objekte) in Biot (Alpes-Maritimes) in der Base Palissy des französischen Kultusministeriums